# Vils (Lech)
Vils är ett vattendrag i Österrike, på gränsen till Tyskland. Det ligger i den västra delen av landet, 400 km väster om huvudstaden Wien.
I omgivningarna runt Vils växer i huvudsak blandskog. Runt Vils är det ganska tätbefolkat, med 96 invånare per kvadratkilometer.